# 三嶋りつ惠
三嶋 りつ惠（みしま りつえ、1962年 - ）は、日本のアーティスト。ガラス作家。京都府出身。

## 経歴
1989年からヴェネツィアに移住し、1996年よりムラーノ島の硝子工房で職人とのコラボレーションにより作品制作を行う。2011年より京都に住まいを移し、ヴェネツィアとの二拠点で活動している。「風景に溶け込み、光を通して輪郭だけを浮かび上がらせること」を狙いとして、色鮮やかな色彩が主流であるヴェネツィアン・グラスの中でも透明度の高い無色透明のガラスを用いる作品で知られる。ガラス特有の量感を湛えた作品は大胆な造形でありながら、その時々の光や空間と結びついて多様な表情を見せる繊細さも併せ持ち、展示空間から着想を得て構成されるインスタレーションでの評価も高い。

## 主な展覧会
個展
- 「Giardino dell’Anima」（Renzi & Reale Studio、ミラノ、1990年）
- 「Gibigiana」（Galleria Blanchaert とのコラボレーション、Vivaio Riva Greenhouse、ミラノ、2000年）
- 「Risonanze」（Galleria Blanchaert とのコラボレーション、San Sisto Chapel、Basilica of San Lorenzo、ミラノ、2001年）
- 「きらりろら」（Galleria Blanchaert、ミラノ、2002年）
- 「きらりろら」（Kobo + Space Tomo Gallery、東京、2002年）
- ライブインスタレーション「Mishima Intuizioni」（スプートニクパッド、東京、2002年）
- 「フルーツオブファイア」（Brutto Gusto、ロッテルダム、2003年）
- 「フルーツオブデザイア」（Kroller-Muller Museum、オッテルロ、2003年）
- Vincenzo Castella とのインスタレーション（Le Case DʼArte、ミラノ、2004年）
- 「光の縁側」（シュウゴアーツ、東京、2004年）
- 「Life: objects of water and light」（Hedge Gallery、サンフランシスコ、2005年）
- 「Natuurfragmenten」（Brutto Gusto、ロッテルダム、2005年）
- 「しずかな粒子」（ヴァンジ彫刻庭園美術館、静岡、2007年）
- 「光たまわる」（ぎゃらりぃ思文閣、京都、2007年）
- 「Genèse」（Galerie Pierre Marie Giraud、ブリュッセル、2007年）
- 「Giardino dell’Anima」（Hedge Gallery、サンフランシスコ、2007年）
- 「East Meets West」（Brutto Gusto、ベルリン、2008年）
- 「百年後 – 未完の考古学」（シュウゴアーツ、東京、2008年）
- 「Frozen garden / Fruits of fire」（Museum Boijmans、ロッテルダム、2010年）
- 「Riflessi」（Galerie Pierre Marie Giraud、ブリュッセル、2010年）
- 「Stream of Light」（Brutto Gusto、ベルリン、2010年）
- 「All That Is Solid」（Hedge Gallery、サンフランシスコ、2011年）
- 「あるべきようわ」（資生堂ギャラリー、東京、2011年）
- 「ドルチェヴィータ」（ぎゃらりぃ思文閣、京都、2012年）
- 「Illumination」（Galerie Pierre Marie Giraud、ブリュッセル、2012年）
- 「In Grimani. Ritsue Mishima Glass Works」第 55 回ヴェネツィア・ビエンナーレ国際美術展関連企画（国立パラッツオ・グリマーニ美術館、ヴェネツィア、2013年）
- 「清澄」（シュウゴアーツ、東京、2013年）
- 「椀へ 」（注：「椀」は木へんではなく光） 思文閣銀座 (東京)
- 「Consciousness」（Galerie Pierre Marie Giraud、ブリュッセル、2015年）
- 「Istante」（Brutto Gusto、ベルリン、2016年）
- 「星々」（シュウゴアーツ、東京、2017年）
- 「水脈」アジア回現代美術展 特別連携事業（思文閣、京都、2017年）
- 「Cristal Blanc」（Galerie Pierre Marie Giraud、ブリュッセル、2017年）
- 「Lumina」（Luhring Augustine、ニューヨーク、2019年)

グループ展
- 「グラス&セラミックス」（Galleria Blanchaert、ミラノ、1999年）
- 「グループ展」 Katie Jones、ロンドン、2000年）
- 「コンテンポラリーデコラティブアーツ」（Sothebyʼs、ロンドン、2001年）
- 「Imagining Prometheus」（Palazzo della Ragione、ミラノ、2003年）
- 「雪見の庭」（しずおか国際園芸博覧会、浜松、2004年）
- 「Vetri Nel mondo. Oggi」（Instituto Veneto di Scienze、ヴェネツィア、2004年）
- 「西から東から」（シュウゴアーツ、東京、2005年）
- 「Earth, Fire & Water」（Katie Jones、ロンドン、2005年）
- 「Glass and Ceramics Today」（LʼArc en Seine & Pierre Marie Giraud、ニューヨーク、2009年）
- 「第 53 回ヴェネツィアビエンナーレ」（ヴェネツィア館、ヴェネツィア、2009年）
- 「あこがれのヴェネツィアン・グラス 時を超え、海を越えて」（サントリー美術館、東京、2011年）
- 「Recent Acquisitions – New in De Hallen Haarlem」（Frans Hals Museum、ハーレム、2012年）
- 「庭をめぐれば」（ヴァンジ彫刻庭園美術館、静岡、2012年）
- 「Ritsue Mishima Holger Niehaus」（Brutto Gusto、ベルリン、2013年）
- 「Spring at Palazzo Fortuny. Ritsue Mishima. Tras Forma」（Museo Fortuny、ヴェネツィア、2014年）
- 「華氏451の芸術：世界の中心には忘却の海がある」ヨコハマトリエンナーレ 2014（横浜美術館、横浜、2014年）
- 「光のあいだ」（シュウゴアーツ、東京、2015年）
- 「All’Ombra della Luce」（アートバーゼル デザインマイアミ Perrier-Jouëtブース、マイアミ、2015年）
- 「Living With Art」（Albion Barn、オックスフォード、2016年）
- 「第2回菊池寛実賞 工芸の現在」（菊池寛実記念 智美術館、東京、2016年）
- 「東アジア文化都市2017京都 アジア回廊 現代美術展」（二条城、京都、2017年）
- 「とめどないエネルギー ガラスをめぐる探究と表現」（富山市ガラス美術館、富山、2017年）
- 「Geometrica」（Tristan Hoare、ロンドン、2018年）
- 「Glass, Textiles, Lacquer & Ceramic」（Erskine, Hall & Coe、ロンドン、2018年）

## パブリックコレクション
- Alter Hof Herding (コースフェルト、ドイツ)
- Boijmans Van Beuningen (ロッテルダム、オランダ)
- Frans Hals Museum (ハーレム、オランダ)
- Musée des Arts décoratifs (パリ、フランス)
- Museum Jan van der Togt (アムステルフィーン、オランダ)
- ヴァンジ彫刻庭園美術館 (静岡、日本)